# Fresnoy-en-Chaussée
Fresnoy-en-Chaussée là một xã ở tỉnh Somme, vùng Hauts-de-France, Pháp.

## Địa lý
Thị trấn này tọa lạc 20 dặm Anh về phía đồng nam của Amiens và bên đường D934.

## Dân số
| 1962                                                         | 1968 | 1975 | 1982 | 1990 | 1999 |
| ------------------------------------------------------------ | ---- | ---- | ---- | ---- | ---- |
| 97                                                           | 103  | 67   | 73   | 84   | 111  |
| Số liệu điều tra dân số từ năm 1962, dân số không tính trùng |      |      |      |      |      |